# Arrest Pupino
Pupino (HvJ EG 16 juni 2005, nr. C-105/03) is de roepnaam van een arrest van het Hof van Justitie van de Europese Gemeenschappen gewezen op 16 juni 2005, betreffende een verzoek om een prejudiciële beslissing van een rechter bij het Tribunale di Firenze (Italië) belast met het gerechtelijk vooronderzoek in een strafzaak tegen de Italiaanse kleuterleidster M. Pupino. Het arrest heeft betrekking op de vraag of een kaderbesluit van de Europese Unie kan worden ingeroepen in de nationale rechtsorde van een lidstaat.

## Het kaderbesluit
Deze zaak heeft betrekking op de doorwerking van de artikelen 2, 3 en 8, vierde lid, van het Kaderbesluit 2001/220/JBZ in de nationale rechtsorde.
Artikel 2 luidt:

1. Elke lidstaat ruimt in zĳn strafrecht een reële en passende rol in voor het slachtoffer. Hĳ blĳft al het nodige doen om te waarborgen dat het slachtoffer tĳdens de procedure met het gepaste respect voor zĳn persoonlĳke waardigheid wordt bejegend, en erkent de rechten en rechtmatige belangen van het slachtoffer, in het bĳzonder in de strafprocedure.
2. Elke lidstaat waarborgt dat bĳzonder kwetsbare slachtoffers een specifieke behandeling kunnen krĳgen die zo goed mogelĳk aan hun situatie beantwoordt.

Artikel 3 luidt:

Elke lidstaat waarborgt het slachtoffer de mogelĳkheid om tĳdens de procedure gehoord te worden en bewĳselementen aan te dragen.
Elke lidstaat neemt de nodige maatregelen om ervoor te zorgen dat het slachtoffer slechts voorzover (sic) noodzakelĳk ten behoeve van de strafprocedure wordt ondervraagd door de autoriteiten.

En artikel 8, vierde lid, luidt:

Elke lidstaat waarborgt dat wanneer slachtoffers, vooral de kwetsbaarste, beschermd moeten worden tegen de gevolgen van hun verklaringen ter terechtzitting, zĳ op grond van een rechterlĳke beslissing hun verklaringen kunnen afleggen onder omstandigheden waaronder dat doel bereikt kan worden, met behulp van elk middel dat verenigbaar is met de grondbeginselen van zĳn recht.

## Feiten en procesverloop
M. Pupino was een Italiaanse kleuterleidster die ervan werd verdacht kinderen die ten tijde van de feiten jonger dan vijf jaar waren, lichamelijk letsel te hebben toegebracht, door hen te slaan, te dreigen kalmerende middelen toe te dienen, hun monden dicht te plakken met een pleister en hen ervan te weerhouden naar het toilet te gaan.
Pupino werd hiervoor vervolgd en "misbruik van disciplinaire maatregelen" (artikel 571 van de Italiaanse Codice penale) en "gekwalificeerde mishandeling" (artikelen 582, 585 en 576 CP juncto artikel 61, punten 2 en 11, CP) ten laste gelegd. In augustus 2001 heeft het Italiaans Openbaar Ministerie (OM) de rechter-commissaris gevraagd acht kinderen die slachtoffer en getuige waren van de mishandelingen, een verklaring te laten afleggen met toepassing van een procedure van vervroegde bewijsvoering "op grond dat de bewijsvoering niet kon worden uitgesteld tot het contradictoire onderzoek ter terechtzitting wegens de uiterst lage leeftijd van de getuigen, de onvermijdelijke verandering in hun psychische gesteldheid en een mogelijk proces van verdringing". Het OM verzocht tevens het verhoor te laten plaatsvinden in een gespecialiseerde instelling, eventueel met inschakeling van een psycholoog. Pupino heeft hiertegen bezwaar gemaakt.
Volgens de verwijzende rechter voorziet de Codice di Procedura Penale (CPP, het Italiaanse Wetboek van Strafvordering)) niet in het toestaan van vervroegde bewijsvoering, daar hiervoor vereist is dat de getuige wegens ziekte of een ander ernstig beletsel niet ter terechtzitting kan worden gehoord, of op grond van concrete en specifieke omstandigheden gegronde reden is om aan te nemen dat de getuige zal worden blootgesteld aan geweld, bedreiging, het aanbieden of de belofte van geld of enig ander voordeel, om hem ertoe te brengen geen dan wel een valse getuigenverklaring af te leggen. Hiervan kan slechts worden afgeweken als sprake is van een seksueel misdrijf. In casu gaat het om geweldsmisdrijven. De rechter betwijfelt echter of deze bepalingen in de CPP verenigbaar zijn met de artikelen 2, 3 en 8, vierde lid, van het Kaderbesluit, schorst daarom de zaak en verzoek het Hof door middel van een prejudiciële vraag een uitspraak te doen over de draagwijdte van de artikelen 2, 3 en 8 van het kaderbesluit.

## Beoordeling door het Hof
Ondanks de bevoegdheid van het Hof de prejudiciële vraag te behandelen wierpen de Franse en Italiaanse regering een exceptie van niet-ontvankelijkheid op. Ten tijde van de procedure bepaalde artikel 34, lid 2, aanhef en onder b, van het EU-Verdrag namelijk:

De Raad neemt maatregelen en bevordert samenwerking, in een passende vorm en volgens passende procedures zoals bepaald in deze titel, die bijdragen tot de verwezenlijking van de doelstellingen van de Unie. Daartoe kan de Raad met eenparigheid van stemmen op initiatief van elke lidstaat of van de Commissie: 
[...]
b) kaderbesluiten aannemen voor de onderlinge aanpassing van de wettelijke en bestuursrechtelijke bepalingen van de lidstaten. Deze kaderbesluiten zijn verbindend voor de lidstaten ten aanzien van het te bereiken resultaat, doch aan de nationale instanties wordt de bevoegdheid gelaten vorm en middelen te kiezen. Zij hebben geen rechtstreekse werking;

De Franse regering betoogt met een beroep op deze bepaling in het verdrag dat kaderbesluiten geen rechtstreekse werking kunnen hebben, en bovendien dat een uitleg van het nationale recht conform het kaderbesluit zal leiden tot een uitlegging contra legem of tot een verslechtering van de positie van Pupino, iets dat volgens vaste rechtspraak van het Hof niet is toegestaan. De Italiaanse regering betoogt dat een kaderbesluit voor de nationale rechter geen verplichting tot conforme uitlegging met zich mee kan brengen. De regeringen van Nederland, Zweden en het Verenigd Koninkrijk steunen het betoog van de Italiaanse regering.
Ten aanzien van dit betoog oordeelt het Hof:

Het dwingende karakter van kaderbesluiten (...) verplicht de nationale instanties, en inzonderheid de nationale rechterlijke instanties, tot conforme uitlegging van hun nationale recht.
— r.o. 34.

en vervolgt:

Het belang van de prejudiciële bevoegdheid van het Hof krachtens artikel 35 EU wordt bevestigd door het feit dat volgens lid 4 daarvan elke lidstaat (...) memories of schriftelijke opmerkingen bij het Hof kan indienen in procedures krachtens lid 1 van dit artikel. 
Deze bevoegdheid zou het grootste deel van haar nuttig effect verliezen indien particulieren zich niet op kaderbesluiten konden beroepen teneinde een conforme uitlegging van het nationale recht af te dwingen voor de rechterlijke instanties van de lidstaten.
— r.o. 37-38, nadruk door red.

Aldus creëert het Hof de plicht tot "kaderbesluitconforme interpretatie", ondanks het feit dat de Hoge Verdragsluitende Partijen iedere vorm van beroep op een kaderbesluit in het EU-Verdrag hebben willen uitsluiten. Het Hof voegt hier wel aan toe dat conforme interpretatie niet als grondslag kan dienen voor een uitlegging contra legem van het nationale recht (r.o. 47).
Het Hof verklaart in het dictum voor recht:

De artikelen 2, 3 en 8, lid 4, van kaderbesluit 2001/220/JBZ (...), moeten aldus worden uitgelegd dat de nationale rechter de mogelijkheid moet hebben om jonge kinderen die (...) het slachtoffer zeggen te zijn van mishandeling, toe te staan hun getuigenverklaring af te leggen onder voorwaarden die hun een passende bescherming garanderen, bijvoorbeeld buiten de openbare terechtzitting om en alvorens deze plaatsvindt.
De nationale rechter moet alle bepalingen van nationaal recht in aanmerking nemen en deze zo veel mogelijk uitleggen in het licht van de bewoordingen en het doel van het kaderbesluit.

## Relevantie
Uit Pupino volgt dat het nationale recht moet worden geïnterpreteerd in het licht van het kaderbesluit, maar dat dit niet mag leiden tot een uitlegging contra legem. Tegenwoordig bestaat het kaderbesluit niet meer, en wordt in plaats daarvan gewerkt met richtlijnen, waarover het Hof uitgebreide jurisprudentie heeft ontwikkeld met betrekking tot de doorwerking daarvan in de nationale rechtsorde. De discussie over de doorwerking van kaderbesluiten is daarom niet meer relevant.